# لوئی
لوئی یا لویی (به فرانسوی: Louis) فرانسوی‌شدهٔ نام آلمانی لودویگ است. هجده تن از شاهان فرانسه دارای نام لوئی بوده‌اند که نخستین آنان لوئی یکم پسر شارلمانی بود.
لودویگ خود از ریشهٔ آلمانی کهن خلودوخ یا هلودویگ است و معنای جنگجوی نامدار را می‌رساند. این نام در لاتین به صورت کلوویس درآمده‌است.
لوئی می‌تواند اشاره به یکی از موارد زیر باشد:

## خاندان پادشاهی

### امپراتوران مقدس روم و شاهان آلمان
- لوئی یکم (لوئی پارسا) امپراتور فرانک‌ها
- لوئی ژرمن سومین پسر لوئی پارسا.
- لوئی بچه واپسین فرمانروای راستین کارولنژی فرانک خاوری

### شاهان فرانسه
- لوئی یکم
- لوئی دوم
- لوئی سوم
- لوئی چهارم
- لوئی پنجم
- لوئی ششم
- لوئی هفتم
- لوئی هشتم
- لوئی نهم
- لوئی دهم
- لوئی یازدهم
- لوئی دوازدهم
- لوئی سیزدهم
- لوئی چهاردهم
- لوئی پانزدهم
- لوئی شانزدهم
- لوئی هفدهم
- لوئی هجدهم
- لوئی نوزدهم پسر شارل دهم که در ۱۸۳۰ به مدت ۲۰ دقیقه تا زمان کناره‌گیری‌اش شاه بود.